# Alfred von Loewenfeld
Alfred Franz Julius Leonhard Höffer von Loewenfeld (* 17. Oktober 1848 in Spandau; † 1. Dezember 1927 in Charlottenburg) war ein preußischer General der Infanterie und Generaladjutant von Kaiser Wilhelm II.

## Leben

### Familie
Alfred entstammte einem seit dem 17. Jahrhundert nachweisbaren schwäbischen Adelsgeschlecht und war der Sohn des preußischen Generals der Infanterie Julius von Loewenfeld (1808–1880) und dessen Ehefrau Karoline, geborene Freiin Schilling von Cannstatt (1811–1900). Sein älterer Bruder war der Generalmajor Julius von Loewenfeld (1838–1916).
Alfred von Loewenfeld blieb unverheiratet. Sein Neffe war der spätere Vizeadmiral Wilfried von Loewenfeld (1879–1946).

### Militärkarriere
Loewenfeld trat am 12. März 1869 in das 1. Garde-Regiment zu Fuß der Preußischen Armee ein. Mit diesem Regiment nahm er 1870/71 am Krieg gegen Frankreich teil, wurde am 18. August 1870 in der Schlacht bei Gravelotte verwundet und einen Monat später zum Sekondeleutnant befördert. Für seine Leistungen im Krieg erhielt er das Eiserne Kreuz II. Klasse. Von Juni bis Mitte September 1876 war er als Adjutant zur 1. Garde-Infanterie-Brigade kommandiert. Am 18. Februar 1878 folgte seine Beförderung zum Premierleutnant. Als solcher war Loewenfeld ab 13. Mai 1880 auf ein Jahr zur Dienstleistung beim Großen Generalstab sowie ab 11. März 1882 wieder als Adjutant zur 1. Garde-Infanterie-Brigade kommandiert. Am 10. März 1883 wurde er zum Hauptmann befördert und zum Kompaniechef ernannt. Fünf Jahre später, am 20. November 1888, wurde er à la suite seines Regiments gestellt und Adjutant des Kriegsministers Paul Bronsart von Schellendorff. Dort am 22. März 1889 zum Major befördert, kehrte Loewenfeld am 18. Juni 1892 in den Truppendienst zurück und wurde Bataillonskommandeur im 3. Garde-Regiment zu Fuß. Als Oberstleutnant und etatsmäßiger Stabsoffizier, also Stellvertreter des Regimentskommandeurs, war er vom 16. Juni 1894 bis zum 19. Mai 1896 im Garde-Füsilier-Regiment tätig und wurde anschließend als Abteilungschef in das Kriegsministerium versetzt. Außerdem wurde Loewenfeld am 10. Juni 1896 zum diensttuenden Flügeladjutanten von Kaiser Wilhelm II., sowie am 12. September 1896 zusätzlich zum Kommandeur der Schloßgarde-Kompanie ernannt. Am 22. März 1897 zum Oberst befördert, wurde er am 15. Juni 1898 unter Belassung in seiner Stellung als Flügeladjutant zum Kommandeur des 3. Garde-Regiments zu Fuß ernannt. Diesen Posten gab Loewenfeld am 21. Juli 1900 ab, wurde dann mit der Führung der 33. Infanterie-Brigade in Altona beauftragt und am 12. August 1900 unter Beförderung zum Generalmajor zum Kommandeur dieser Brigade ernannt. Mit seiner Beförderung zum Generalleutnant am 24. April 1904 wurde Loewenfeld Kommandeur der 1. Garde-Division, mit deren Führung er bereits vorher beauftragt war. Außerdem ernannte ihn der Kaiser mit diesem Datum zu seinem Generaladjutanten.
Ende 1905 war Loewenfeld Mitglied der Kommission zur Umarbeitung des Exerzierreglements für die Infanterie.
Am 9. Februar 1908 beauftragte man Loewenfeld mit der Führung des X. Armee-Korps. Unter Beförderung zum General der Infanterie wurde er am 29. Mai 1909 zum Kommandierenden General des Gardekorps, welches er bis zum 28. Februar 1913 führte. Unter Belassung in seiner Stellung als Generaladjutant wurde Loewenfeld anschließend zur Disposition sowie à la suite des 3. Garde-Regiments zu Fuß gestellt und zugleich Mitglied des Preußischen Herrenhauses auf Lebenszeit. Während des Ersten Weltkrieges wurde Loewenfeld als Kommandierender General des Stellvertretenden Generalkommandos des Gardekorps wiederverwendet.
Für seine langjährigen Verdienste war Loewenfeld u. a. mit der Collane zum Schwarzen Adlerorden und dem Großkreuz des Roten Adlerordens mit Krone ausgezeichnet worden.